# Équipe du Portugal de football à la Coupe du monde 1966
Cet article présente le parcours de l'équipe du Portugal de football à la Coupe du monde 1966 en Angleterre.
Le Portugal affronte dans le groupe 3 au premier tour la Hongrie le 13 juillet, la Bulgarie, le 16 juillet et le Brésil le 19 juillet, et remporte tous ses matchs.
Le 23 juillet 1966, l'équipe de la Corée du Nord joue contre le Portugal en quarts de finale. Le Portugal s'impose 5 - 3 après avoir été mené 0 - 3. 
Le 26 juillet 1966 la demi-finale Portugal - Angleterre se solde par une victoire 2 - 1 en faveur du pays organisateur.
Le mercredi 28 juillet 1966, le Portugal remporte la petite finale face à l'équipe de l'Union soviétique sur le score de 2 - 1. 
Eusébio se voit couronné meilleur buteur du tournoi, avec 9 buts inscrits.

## Compétition

### Premier tour
| Classement final |          |     |   |   |   |   |    |    |      |
|                  | Équipe   | Pts | J | G | N | P | BP | BC | Moy. |
| 1                | Portugal | 6   | 3 | 3 | 0 | 0 | 9  | 2  | 4.50 |
| 2                | Hongrie  | 4   | 3 | 2 | 0 | 1 | 7  | 5  | 1.40 |
| 3                | Brésil   | 2   | 3 | 1 | 0 | 2 | 4  | 6  | 0.67 |
| 4                | Bulgarie | 0   | 3 | 0 | 0 | 3 | 1  | 8  | 0.13 |

| 12 juillet | Brésil   | 2 | 0 | Bulgarie |
| 13 juillet | Portugal | 3 | 1 | Hongrie  |
| 15 juillet | Hongrie  | 3 | 1 | Brésil   |
| 16 juillet | Portugal | 3 | 0 | Bulgarie |
| 19 juillet | Portugal | 3 | 1 | Brésil   |
| 20 juillet | Hongrie  | 3 | 1 | Bulgarie |

| 13 juillet 1966                   | Portugal                               | 3 - 1 | Hongrie         | Old Trafford, Manchester                       |                                                |
| 19:30 · Historique des rencontres | José Augusto 2e, 67e · José Torres 90e |       | Ferenc Bene 60e | Spectateurs : 29 886 Arbitrage : Leo Callaghan | Spectateurs : 29 886 Arbitrage : Leo Callaghan |
| 19:30 · Historique des rencontres | (Rapport)                              |       |                 | Spectateurs : 29 886 Arbitrage : Leo Callaghan | Spectateurs : 29 886 Arbitrage : Leo Callaghan |

| 16 juillet 1966                   | Portugal                                         | 3 - 0 | Bulgarie | Old Trafford, Manchester                            |                                                     |
| 15:00 · Historique des rencontres | Vutsov 17e (csc) · Eusébio 38e · José Torres 81e |       |          | Spectateurs : 25 438 Arbitrage : José María Codesal | Spectateurs : 25 438 Arbitrage : José María Codesal |
| 15:00 · Historique des rencontres | (Rapport)                                        |       |          | Spectateurs : 25 438 Arbitrage : José María Codesal | Spectateurs : 25 438 Arbitrage : José María Codesal |

| 19 juillet 1966                   | Portugal                                       | 3 - 1 | Brésil    | Goodison Park, Liverpool                       |                                                |
| 19:30 · Historique des rencontres | Antonio Simoes 15e · Eusébio 27e · Eusébio 85e |       | Rildo 73e | Spectateurs : 58 479 Arbitrage : George McCabe | Spectateurs : 58 479 Arbitrage : George McCabe |
| 19:30 · Historique des rencontres | (Rapport)                                      |       |           | Spectateurs : 58 479 Arbitrage : George McCabe | Spectateurs : 58 479 Arbitrage : George McCabe |

### Quart de finale
| 23 juillet 1966                   | Portugal                                                  | 5 - 3 | Corée du Nord                                               | Goodison Park, Liverpool                            |                                                     |
| 15:00 · Historique des rencontres | Eusébio 27e, 43e (pen), 56e, 59e (pen) · José Augusto 80e |       | Pak Seung-zin 1re · Lee Dong-woon 22e · Yang Seung-kook 25e | Spectateurs : 40 248 Arbitrage : Menachem Ashkenazi | Spectateurs : 40 248 Arbitrage : Menachem Ashkenazi |
| 15:00 · Historique des rencontres | (Rapport)                                                 |       |                                                             | Spectateurs : 40 248 Arbitrage : Menachem Ashkenazi | Spectateurs : 40 248 Arbitrage : Menachem Ashkenazi |

### Demi-finales
| 26 juillet 1966                   | Angleterre           | 2 - 1 | Portugal          | Wembley, Londres                                 |                                                  |
| 19:30 · Historique des rencontres | B. Charlton 30e, 80e |       | Eusébio 82e (pen) | Spectateurs : 94 493 Arbitrage : Pierre Schwinte | Spectateurs : 94 493 Arbitrage : Pierre Schwinte |
| 19:30 · Historique des rencontres | (Rapport)            |       |                   | Spectateurs : 94 493 Arbitrage : Pierre Schwinte | Spectateurs : 94 493 Arbitrage : Pierre Schwinte |

### Match pour la troisième place
| 28 juillet 1966                   | Portugal                        | 2 - 1 | Union soviétique | Wembley, Londres                             |                                              |
| 19:30 · Historique des rencontres | Eusébio 12e (pen.) · Torres 89e |       | Malofeev 43e     | Spectateurs : 88 000 Arbitrage : Ken Dagnall | Spectateurs : 88 000 Arbitrage : Ken Dagnall |
| 19:30 · Historique des rencontres | (Rapport)                       |       |                  | Spectateurs : 88 000 Arbitrage : Ken Dagnall | Spectateurs : 88 000 Arbitrage : Ken Dagnall |